# The Brand New Heavies
The Brand New Heavies är en acid jazz- och funk-musikgrupp bildad 1985 i Ealing, en förort till London, Storbritannien.

## Kuriosa
"Dream Come True '92" av The Brand New Heavies användes av Killinggänget som signaturmelodi till I manegen med Glenn Killing, NileCity 105,6 och Percy tårar.

## Diskografi
Studioalbum
- 1990 – The Brand New Heavies
- 1992 – Heavy Rhyme Experience, Vol. 1
- 1994 – Brother Sister
- 1997 – Shelter
- 2003 – We Won't Stop
- 2004 – Allaboutthefunk
- 2006 – Get Used to It
- 2009 – Elephantitis: The Funk House Remixes, Vol. 2
- 2011 – Dunk Your Trunk
- 2013 – Forward
- 2014 – Sweet Freaks

Livealbum
- 1997 – Shibuya 357
- 2008 – Live at Indigo 2, London
- 2009 – Live in London

Singlar (topp 40 på UK Singles Chart)
- 1992 – "Dream Come True '92" (UK #24)
- 1992 – "Stay This Way" (UK #40)
- 1992 – "Don't Let It Go To Your Head" (UK #24)
- 1994 – "Dream on Dreamer" (UK #15)
- 1994 – "Back To Love" (UK #23)
- 1994 – "Midnight at the Oasis" (UK #13)
- 1994 – "Spend Some Time" (UK #26)
- 1995 – "Close To You" (UK #38)
- 1997 – "Sometimes" (UK #11)
- 1997 – "You Are The Universe" (UK #21)
- 1997 – "You've Got A Friend" (UK #9)
- 1998 – "Shelter" (UK #31)
- 1999 – "Saturday Nite" (UK #35)
- 1999 – "Apparently Nothing" (UK #32)